# Parafia św. Wojciecha w Elmhurst
Parafia św. Wojciecha w Elmhurst (ang. St. Adalbert's Parish) – parafia rzymskokatolicka położona we południowo-wschodniej części Elmhurst, w stanie Nowy Jork, Stany Zjednoczone.
Jest ona wieloetniczną parafią w diecezji Brooklyn, z mszą św. w j. polskim, dla polskich imigrantów.
Ustanowiona w 1892 roku i dedykowana św. Wojciechowi.

## Szkoły
- St. Adalbert School